# مگنتوانسفالوگرافی
مغناطیس‌نگاری‌ مغزی یا مگنتوانسفالوگرافی (به انگلیسی: Magnetoencephalography)(MEG) یک فن تصویربرداری عصبی کارکردی برای نقشه‌برداری فعالیت‌های مغز با ثبت میدان‌های مغناطیسی تولید شده توسط جریان‌های الکتریکی، که به‌طور طبیعی در مغز رخ می‌دهند، با استفاده از مغناطیس سنج‌های بسیار حساس است. آرایه‌های SQUID (دستگاه‌های ابررسانا کوانتومی تداخلی) در حال حاضر رایج‌ترین مغناطیس سنج‌ها هستند، در حالی که مغناطیس سنج اس‌ئی‌آراف (بدون تغییر اسپین تبادل) برای دستگاه‌های آینده مورد بررسی قرار گرفته‌اند. برنامه‌های کاربردی ام‌ئی‌جیی عبارتند از: تحقیقات اولیه در فرایندهای شناختی و مغز، مناطق متأثر از آسیب‌شناسی قبل از جراحی، تعیین عملکرد قسمت‌های مختلف مغز و نوروفیدبک. این می‌تواند در محیط بالینی برای پیدا کردن مکان‌های ناهنجاری و همچنین در یک محیط آزمایشگاهی به سادگی برای اندازه‌گیری فعالیت‌های مغز مورد استفاده قرار گیرد.

## تاریخچه
سیگنال‌های ام‌ئی‌جیی ابتدا توسط دیوید کوهن، فیزیکدان دانشگاه‌ایلینوی در سال ۱۹۶۸، قبل از دسترسی به SQUID، با استفاده از سیم پیچ القایی مس به عنوان آشکارساز اندازه‌گیری شد. برای کاهش نویز زمینه مغناطیسی، اندازه‌گیری‌ها در یک اتاق محافظت شده مغناطیسی انجام شد. آشکارساز کویل تقریباً به اندازه کافی حساس بود که منجر به ام‌ئی‌جیی ضعیف و نویزی اندازه‌گیری شد ه شود که برای استفاده از آن دشوار بود. پس از آن، کوهن یک اتاق محافظتی بهتر را در MIT ساخت و یکی از اولین آشکارسازهای SQUID را که توسط جیمز زیمرمن، پژوهشگر شرکت فورد موتور طراحی شده بود، برای اندازه‌گیری سیگنال‌های ام‌ئی‌جیی استفاده کرد. این بار سیگنال‌ها تقریباً به اندازه ئی‌ئی‌جیی‌ها واضح بودند. این علاقه فیزیکدانانی که به دنبال استفاده از SQUID بودند را برانگیخت. پس از آن، انواع مختلفی از ام‌ئی‌جیی‌های خود به خودی و تحریک شده اندازه‌گیری شد.
در ابتدا، یک آشکارساز SQUID تنها برای اندازه‌گیری متوالی میدان مغناطیسی در تعدادی از نقاط در اطراف سر نمونه مورد استفاده قرار گرفت. این کار دست و پاگیر بود و در دهه ۱۹۸۰ تولیدکنندگان ام‌ئی‌جیی شروع به قراردادن چندین حسگر به صورت آرایه‌هایی برای پوشش یک منطقه بزرگتر از سر کردند. آرایه‌های ام‌ئی‌جیی در حال حاضر در یک ظرف با فضای خالی به شکل کلاه ایمنی قرار دارند که معمولاً شامل ۳۰۰ حسگر هستند که بیشترین قسمت را پوشش می‌دهند. به این ترتیب، ام‌ئی‌جیی‌ها از یک فرد یا بیمار می‌توانند به سرعت و به‌طور کارآمد جمع‌آوری شوند.
پیشرفت‌های اخیر در تلاش برای افزایش قابلیت حمل اسکنر ام‌ئی‌جیی با استفاده مغناطیس سنج (اس‌ئی‌آراف) می‌باشند. مغناطیس سنج‌های اس‌ئی‌آراف نسبتاً کوچک هستند، زیرا آن‌ها سیستم خنک‌کننده بزرگی را برای کارکردن نیاز ندارند. در عین حال، آن‌ها حساسیت مشابهی با SQUIDها دارند. در سال ۲۰۱۲، نشان داده شد که ام‌ئی‌جیی می‌تواند با یک مغناطیس سنج اتمی (CSAM، نوع اس‌ئی‌آراف) در مقیاس تراشه کار کند. اخیراً، در سال ۲۰۱۷، محققان یک نمونه اولیه تولید کردند که از مغناطیس سنج اس‌ئی‌آراف نصب شده در کلاه ایمنی با قابلیت چاپ به صورت سه بعدی استفاده می‌کند.

## اساس سیگنال‌های ام‌ئی‌جیی
جریان‌های عصبی همگام موجب ایجاد میدان مغناطیسی ضعیف می‌شوند. میدان‌های مغناطیسی مغز، اندازه‌ای برابر با ۱۰ فمتو تسلا (fT) برای فعالیت کورتیکال و 103 fT برای ریتم آلفای انسان دارند، که بسیار کمتر از نویز مغناطیسی محیط در محیط شهری است که در حدود 108 fT یا ۰٫۱ μT است؛ بنابراین، مسئله مهم بیومغناطیس، ضعیف بودن سیگنال نسبت به حساسیت آشکارسازها و رقابت با نویزهای محیطی است.
سیگنال‌های ئی‌ام‌جیی و ئی‌ئی‌جیی دراثر جریان‌های سیال یونی در دندریت نورون‌ها در هنگام انتقال سیناپسی حاصل می‌شوند. مطابق معادلات ماکسول، هر جریان الکتریکی یک میدان مغناطیسی تولید می‌کند و این میدان است که اندازه‌گیری می‌شود.
جریان‌های شبکه می‌توانند به عنوان جریان‌های دوقطبی در نظر گرفته شوند، به عنوان مثال جریان با موقعیت، جهت‌گیری و اندازه، اما بدون هیچ اندازه فضایی. با توجه به قانون دست راست، یک جریان دو قطبی موجب ایجاد میدان مغناطیسی می‌شود که در اطراف محور مؤلفه بردار آن قرار دارد.
برای تولید یک سیگنال که قابل تشخیص باشد، حدود ۵۰٬۰۰۰ نورون فعال مورد نیاز است. از آنجا که جریان‌های دو قطبی باید دارای جهت‌گیری مشابهی باشند برای تولید میدان‌های مغناطیسی که یکدیگر را تقویت می‌کنند، اغلب لایه‌های سلول‌های هرمی که عمود بر سطح قشر کورتیکال قرار دارند، هستند که موجب ایجاد میدان مغناطیسی قابل اندازه‌گیری می‌شوند. دسته‌ای از این نورون‌ها که به صورت مماسی نسبت به سطح جمجمه متمرکز شده‌اند، قسمت‌های قابل اندازه‌گیری میدان مغناطیسی خود را خارج از سر قرار می‌دهند و این دسته‌ها معمولاً در شیارهای مغز قرار دارند. محققان با آزمودن روش‌های مختلف پردازش سیگنال در جستجوی روش‌هایی می‌باشند که سیگنال را از قسمت‌های عمیق مغز شناسایی می‌کنند، اما در حال حاضر هیچ روش بالینی مفیدی در دسترس نیست.
شایان ذکر است که پتانسیل‌های عمل معمولاً یک میدان قابل مشاهده را تولید نمی‌کنند، عمدتاً به این دلیل که جریان‌های مرتبط با پتانسیل‌های عمل در جهت مخالف جریان می‌یابند و میدان‌های مغناطیسی از بین می‌روند. با این حال، میدان‌های عمل از اعصاب محیطی اندازه‌گیری شده‌اند.

## محافظت مغناطیسی
از آنجایی که سیگنال‌های مغناطیسی ناشی از مغز در حدود چند فمتوتسلا می‌باشند، محافظت در برابر سیگنال‌های مغناطیسی خارجی، از جمله میدان مغناطیسی زمین ضروری است. محافظت مغناطیسی مناسب را می‌توان با ساخت اتاق‌های ساخته شده از آلومینیوم و آلیاژهایی از نیکل برای کاهش نویز فرکانس بالا و فرکانس پایین به دست آورد.

### اتاق محافظ مغناطیسی
اتاق محافظ مغناطیسی (به انگلیسی: Magnetically shielded room (MSR)) مدل اتاق محافظ مغناطیسی (MSR) شامل سه لایه اصلی تو در تو است. هر یک از این لایه‌ها از یک لایه آلومینیوم خالص و یک لایه فرومغناطیس با نفوذ پذیری بالا، مشابه ترکیبات با مولیبدن پرمالوی (نوعی آلیاژ شامل آهن و نیکل) ساخته شده‌است. لایه فرومغناطیسی به صورت ورق ۱ میلیمتری عرضه می‌شود، در حالی که لایه درونی از چهار ورق که در تماس نزدیک با هم قرار دارند تشکیل شده‌است و دو لایه بیرونی هر کدام از سه ورقه تشکیل شده‌است. تداوم مغناطیسی توسط نوارها پوشش داده می‌شود. واشرهای عایق در مجموعه پیچ‌ها استفاده می‌شود تا اطمینان حاصل شود که هر لایه اصلی از لحاظ الکتریکی جدا شده‌است. این امر به کاهش تشعشع‌های رادیویی کمک می‌کند، که عملکرد SQUID را کاهش می‌دهند. اتصال الکتریکی از آلومینیوم نیز توسط نوارهای آلومینیومی برقرار می‌شود تا محافظت در برابر جریان الکتریسیته ساکن را تأمین کند، که در فرکانس‌های بیشتر از ۱ هرتز مهم است. اتصالات لایه داخلی اغلب با نقره یا طلا آبکاری می‌شود تا هدایت الکتریکی لایه‌های آلومینیومی را بهبود بخشد.

## محلی‌سازی منبع

### مشکل معکوس سازی
چالش ناشی از ام‌ئی‌جیی تعیین مکان فعالیت الکتریکی درون مغز از میدان مغناطیسی ناشی از آن در خارج از سَراست. مشکلاتی مانند این که پارامترهای مدل (محل فعالیت) باید از داده‌های اندازه‌گیری شده (سیگنال SQUID) برآورد شوند، به عنوان مشکل معکوس سازی (در مقایسه با مشکلات پیشین که پارامترهای مدل (مانند محل فعالیت‌ها) شناخته شده‌است و داده‌ها (به عنوان مثال میدان در یک فاصله داده شده) باید تخمین زده شود) مشکل اصلی این است که معکوس سازی یک راه‌حل منحصر به فرد ندارد (یعنی پاسخ‌های زیادی به عنوان پاسخ صحیح وجود دارد) و مشکل تعریف بهترین راه حل، خود می‌تواند یک موضوع برای تحقیقی فشرده باشد. راه‌حل ممکن می‌تواند استفاده‌از مدل‌های که با دانش قبلی از فعالیت مغز مشتق شده‌است باشد.
مدل‌های منبع می‌توانند به صورت فرا معین یا فرو معین باشند. یک مدل فرا معین ممکن است از چند منبع نقطه‌ای(«معادل دو قطبی») تشکیل شده باشد، که مکان‌های آن‌ها از داده‌ها برآورد می‌شوند. در مواردی که بسیاری از مناطق توزیع شده متفاوت («راه حل‌های منبع توزیع شده») فعال می‌شوند، ممکن است از مدل‌های فرو معین استفاده شود: در این حالت تعداد زیادی جواب وجود دارد ولی محتمل‌ترین انتخاب می‌شود. الگوریتم‌های محلی‌سازی از مدل داده شده منبع و سر برای پیدا کردن یک مکان احتمالی برای یک مرکز تولید این میدان‌ها استفاده می‌کنند.
یک نوع الگوریتم محلی‌سازی برای مدل‌های فرا معین با حداکثرسازی انتظارات عمل می‌کند: سیستم با یک حدس اولیه تنظیم می‌شود. یک لوپ آغاز شده‌است، که در آن یک مدل پیشین برای شبیه‌سازی میدان‌مغناطیسی استفاده می‌شود که ممکن است از حدس زدن فعلی حاصل شود. حدس زده شده، برای کاهش اختلاف بین میدان شبیه‌سازی شده و میدان اندازه‌گیری شده تعدیل می‌گردد. این روند تا زمان همگرایی تکرار می‌شود.
یکی دیگر از تکنیک‌های رایج، شکل‌دهی پرتو است که در آن یک مدل نظری از میدان مغناطیسی تولید شده توسط یک جریان دو قطبی داده‌شده به عنوان یک حالت اولیه همراه با داده‌های مرتبه دوم تصادفی به صورت یک ماتریس کوواریانس برای محاسبه وزن خطی آرایه حسگر (beam former) از طریق فرمول معکوس بیکوس گیلبرت است. این همچنین به عنوان شکل‌دهی پرتو خطی محدود شده با کمترین اختلاف شناخته می‌شود (به انگلیسی: linearly constrained minimum variance (LCMV)).
تا زمانی که مسئله مشکل معکوس سازی بدون محدودیت ام‌ئی‌جیی بد رفتار است، نمی‌توان بیش از حد مورد توجه قرار گیرد. اگر یک هدف این است که تراکم جریان در مغز انسان با یک رزولوشن ۵ میلی‌متر را تخمین بزنیم، آن را به خوبی ثابت می‌کنیم که اکثریت قریب به اتفاق اطلاعات مورد نیاز برای انجام یک عمل معکوس کردن منحصر به فرد باید از اندازه‌گیری میدان مغناطیسی نباشد، بلکه از محدودیت‌های استفاده شده در مشکل باشد. علاوه بر این، حتی زمانی که یک معکوس منحصر به فرد در حضور چنین محدودیت امکان‌پذیر است، این معکوس می‌تواند ناپایدار باشد. این نتیجه‌گیری‌ها به راحتی از آثار منتشر شده حاصل می‌شود.

### تصویربرداری منبع مغناطیسی
مکان‌های منبع را می‌توان با تصاویر تصویربرداری رزونانس مغناطیسی (MRI) ترکیب کرد تا تصویر منبع مغناطیسی (MSI) ایجاد کنند. دو مجموعه داده با اندازه‌گیری محل‌های مشترک از نقاط که با نشانگر لیپیدی در طول ام‌آرآی مشخص شده و در طول ام‌ئی‌جیی مشخص می‌شوند به وسیله سیم پیچ‌های الکتریکی که میدان مغناطیسی را خاموش می‌کنند، ترکیب می‌شوند. مکان‌های نقاط ثابت در هر مجموعه داده‌ها سپس برای تعریف یک سیستم مختصات مشترک استفاده می‌شود تا اطلاعات ام‌ئی‌جیی عملکردی بر روی داده‌های ساختاری امکان‌پذیر باشد.
انتقاد از استفاده از این تکنیک در عمل بالینی این است که آن‌ها مناطق رنگی با مرزهای مشخصی که بر روی یک اسکن ام‌آرآی قرار می‌گیرند، تولید می‌شود: بیننده بی‌تجربه ممکن است متوجه نشود که رنگ‌ها نشان‌گر فیزیولوژی قطعی نیستند به دلیل رزولوشن فضایی نسبتاً کم ام‌ئی‌جیی، بلکه یک احتمال از فرایندهای آماری است. با این حال، هنگامی که تصویر منبع مغناطیسی دیگر اطلاعات را تأیید می‌کند، می‌تواند از ابزار بالینی مفید باشد.

### محلی‌سازی منبع مدل دوقطبی
تکنولوژی مدل‌سازی منبع برای ام‌ئی‌جیی شامل محاسبه مجموعه‌ای از جریان‌های دوقطبی معادل (به انگلیسی: ECD/equivalent current dipoles) است، که فرض می‌کند که منبع نورونی به صورت مرکزی می‌باشد. این روش مناسب‌سازی دوقطبی، غیرخطی و فرامعین است، از آنجا که تعداد پارامترهای ناشناخته دوقطبی کوچکتر از تعداد اندازه‌گیریهای ام‌ئی‌جیی است. الگوریتم‌های چندگانه اتوماتیک مانند طبقه‌بندی سیگنال چندگانه (به انگلیسی: multiple signal classification) و شروع چندگانه زمانی-مکانی (به انگلیسی: Multi Start Spatial and Temporal (MSST)) برای تحلیل واکنش‌های ام‌ئی‌جیی مورد استفاده قرار می‌گیرند. محدودیت‌های مدل‌های دوقطبی برای مشخص کردن پاسخ‌های عصبی:
1. مشکلات در محلی‌سازی منابع توسعه یافته با ECDها
2. مشکلات با دقت، برآورد کردن تعداد کل دو قطبی‌های در پیش روی
3. وابستگی به محل دو قطبی، به ویژه در عمق مغز.

### تجزیه و تحلیل جزء مستقل (ICA)
تجزیه و تحلیل جزء مستقل (ICA) یکی دیگر از راه حل پردازش سیگنال است که سیگنال‌های مختلفی را که از لحاظ آماری در زمان مستقل هستند جدا می‌کند. این عمدتاً برای حذف آثار از قبیل چشمک زدن، حرکت عضلانی چشم، آرتیفکت عضلانی صورت، آرتیفکت قلبی و غیره از سیگنال‌های ام‌ئی‌جیی و ئی‌ئی‌جیی که ممکن است با نویز بیرونی آلوده باشد حذف می‌شود. با این حال، ICA دارای وضوح ضعیف از منابع مغزی بسیار مرتبط است.

## موارد استفاده
در تحقیقات، استفاده اولیه از ام‌ئی‌جیی، دراندازه‌گیری دوره‌های زمانی فعالیت است. ام‌ئی‌جیی می‌تواند حوادث را با دقت ۱۰ میلی ثانیه یا سریعتر مشخص کند، در حالی که ام‌آرآی کارکردی(fMRI) که به تغییرات جریان خون بستگی دارد، در بهترین حالت ممکن است رویدادها را با دقت چند صد میلی ثانیه مشخص کند. ام‌ئی‌جیی همچنین دقیقاً محل منابع را در قسمت شنوایی اولیه، حسیپیکری (به انگلیسی: somatosensory) و ناحیه موتور مشخص می‌کند. برای ایجاد نقشه‌های کارکردی از کورتکس انسان در طول وظایف شناختی پیچیده‌تر، ام‌ئی‌جیی اغلب با اف‌ام‌آرآی همراه است، زیرا این روش‌ها یکدیگر را تکمیل می‌کنند. داده‌های نورونال (ام‌ئی‌جیی) و همودینامیک (اف‌ام‌آرآی) لزوماً با وجود ارتباط نزدیک بین میدان‌های پتانسیل محلی (LFP) و سیگنال وابسته به سطح اکسیداسیون خون (BOLD) موافق نیستند. سیگنال ام‌ئی‌جیی و BOLD ممکن است از یک منبع منشأ گرفته شوند (هر چند سیگنال BOLD از طریق پاسخ همودینامیکی فیلتر می‌شود).
ام‌ئی‌جیی برای محلی‌سازی بهتر پاسخ‌های در مغز نیز مورد استفاده قرار می‌گیرد. بازبودن تنظیمات ام‌ئی‌جیی اجازه می‌دهد تا محرک‌های شنوایی و بصری خارجی به آسانی معرفی شود. برخی از جنبش‌های نمونه نیز امکان‌پذیراست تا زمانی که سر فرد تکان نخورده باشد. سپس پاسخ‌ها در مغز قبل، در طی و پس از ورود تحریک/تکانه می‌تواند با تفکیک مکانی بیشتر از آنچه که قبلاً با ئی‌ئی‌جیی امکان‌پذیر بود، نمایش داده شود. روانشناسان نیز از مزایای مورفولوژیک ام‌ئی‌جیی برای درک بهتر روابط بین عملکرد مغز و رفتار استفاده می‌کنند. به عنوان مثال، تعدادی از مطالعات انجام شده در مقایسه با پاسخ‌های ام‌ئی‌جیی بیماران مبتلا به مشکلات روحی برای کنترل بیماران انجام شده‌است. موفقیت‌های بزرگی در جداسازی واکنش‌های منحصر به فرد در بیماران مبتلا به اسکیزوفرنی، از قبیل نقص شنوایی در صداهای انسانی وجود داشته‌است. ام‌ئی‌جیی همچنین برای پاسخ دادن به الگوی روانشناسی مانند وابستگی احساسی درک زبان استفاده می‌شود.
مطالعات اخیر طبقه‌بندی موفقیت‌آمیز بیماران مبتلا به مولتیپل اسکلروزیس، بیماری آلزایمر، اسکیزوفرنی، سندرم شوگرن، الکلی بودن شدید و درد صورت را گزارش داده‌است. ام‌ئی‌جیی می‌تواند برای تشخیص این بیماران از افراد سالم استفاده شود، که نشان دهنده نقش آینده ام‌ئی‌جیی در تشخیص است.

### صرع کانونی
استفاده بالینی از ام‌ئی‌جیی در شناسایی و موضع‌گیری فعالیت پاتولوژیک در بیماران مبتلا به صرع و در محلی‌سازی آشکار کورتکس برای برنامه‌ریزی جراحی در بیماران مبتلا به تومورهای مغزی یا صرع جدی است. هدف جراحی صرع حذف بافت‌های اپیلوتوژن در حالی است که مناطق سالم مغز را خراب می‌کنند. دانستن موقعیت دقیق مناطق مغزی ضروری (مانند قشر اولیه مغز و قشر حسی اولیه، قشر بصری و مناطقی که در تولید و درک گفتاری دخیل هستند) به جلوگیری از نقص عصبی ناشی از جراحی کمک می‌کند. تحریک مستقیم کورتیکال و پتانسیل تحریک شده قشر حسی-حرکتی که در ECoG ضبط شده‌اند، به عنوان استاندارد طلایی برای محلی‌سازی مناطق ضروری مغز در نظر گرفته می‌شوند. این روش‌ها می‌توانند به صورت همزمان یا با استفاده از شبکهٔ الکترودهایی که در زیرسخت شامه‌ای (به انگلیسی: subdural) قرار گرفته‌اند، انجام شوند. هر دو آن‌ها تهاجمی هستند مکانیزم‌های غیرتهاجمی ام‌ئی‌جیی محلی‌سازی می‌کنند مرکز شیارهای مغزی را که حاصل از تحریک میدان‌های مغناطیسی در بخش حسی-حرکتی می‌باشند، که تشابه زیادی با ضبط‌های تهاجمی را نشان می‌دهند. مطالعات ام‌ئی‌جیی در طبقه‌بندی کارکردی قشر حسی-حرکتی اولیه و ترسیم محدوده فضایی قشر حسی-حرکتی دست با تحریک فرد کمک می‌کند. این تشابه بین محلی‌سازی تهاجمی بافت‌های کورتکس و ام‌ئی‌جیی ثبت شده‌اثربخشی تحلیل ام‌ئی‌جیی را نشان می‌دهد و نشان می‌دهد که ام‌ئی‌جیی می‌تواند روش‌های تهاجمی را در آینده جایگزین کند.

### جنین
ام‌ئی‌جیی برای مطالعه فرایندهای شناختی نظیر دید، تست و پردازش زبان در جنین‌ها و نوزادان مورد استفاده قرار گرفته‌است.

## مقایسه با تکنیک‌های مرتبط
ام‌ئی‌جیی از دهه ۱۹۶۰ در حال توسعه است اما پیشرفت‌های اخیر در الگوریتم‌های محاسباتی و سخت‌افزار کمک زیادی کرده‌است و وعده داده‌است که رزولوشن مکانی ایجاب شده همراه با رزولوشن زمانی بسیار بالا (بهتر از ۱ میلی ثانیه) را بهبود بخشد. از آنجا که سیگنال ام‌ئی‌جیی حاصل اندازه‌گیری مستقیم فعالیت‌های عصبی است، رزولوشن زمانی آن با الکترودهای داخل جمجمه قابل مقایسه‌است. ام‌ئی‌جیی مکمل روش‌های اندازه‌گیری دیگر فعالیت مغز مانند الکتروانسفالوگرافی (ئی‌ئی‌جیی)، توموگرافی انتشار پوزیترون (PET) و اف‌ام‌آرآی است. نقاط قوت آن شامل مستقل بودن ان نسبت به هندسه سر در مقایسه با ئی‌ئی‌جیی است (مگر اینکه ایمپلنت‌های فرومغناطیس وجود داشته باشد)، غیر تهاجمی، استفاده از هیچ تابش یونیزه، در مقایسه با PET و رزولوشن زمانی بالا نسبت به اف‌ام‌آرآی است.